# Planchonella arnhemica
Planchonella arnhemica är en tvåhjärtbladig växtart som först beskrevs av Ferdinand von Mueller och George Bentham, och fick sitt nu gällande namn av Pieter van Royen. Planchonella arnhemica ingår i släktet Planchonella och familjen Sapotaceae. Inga underarter finns listade i Catalogue of Life.